# Педро IV (король Арагона)
Педро IV Церемонный (араг. Pietro IV d'Aragón Zeremonioso, кат. Pere el Cerimoniós, 5 октября 1319, Балагер — 5 января 1387, Барселона) — король Арагона, носивший также титул короля Валенсии (под именем Педро II), короля Сардинии и Корсики (под именем Пьетро I), графа Сердани и графа Барселоны (Педро III) с 1336 года до смерти. В 1344 году он сверг короля Мальорки Хайме III и присоединил Мальорку к королевству Арагон. Всё его правление он пытался укрепить арагонскую корону против антицентралистских движений, самым значительным из которых была Арагонская уния, восстаний, а также вёл войны на Сицилии, на Сардинии, в Южной Италии, в Греции и на Балеарских островах. В 1381 году он был провозглашён герцогом Афинским.

## Восшествие на трон
Педро был старшим сыном графа Урхельского Альфонсо и его жены Терезы д’Энтенса. Впоследствии Альфонсо стал королём Арагона под именем Альфонсо IV, и Педро унаследовал все его титулы, за исключением графа Урхель. Последний титул отошёл его брату Хайме, основавшему третью Урхельскую династию.

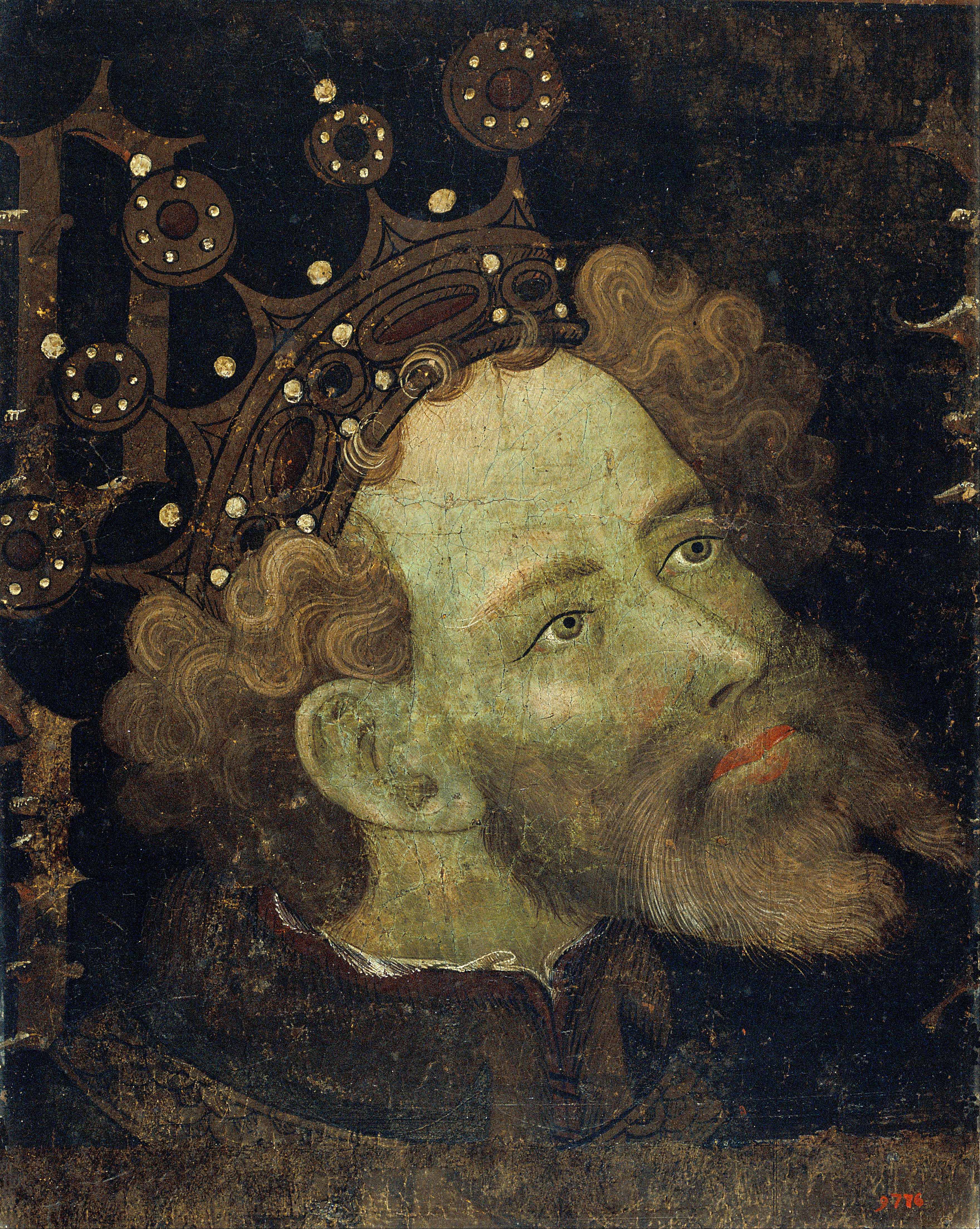
Педро IV Церемонный. Художник Jaume Mateu (1427)

После смерти отца Педро созвал кортесы в Сарагосе для коронации. Нарушив договор о вассальной зависимости Арагона от римских пап, заключённый королём Педро II, Педро IV короновался сам, без участия епископа Сарагосы, вызвав неудовольствие последнего. Также в Сарагосе посольство королевы Элеоноры Кастильской, второй жены его отца, просило подтвердить собственность на земли, переданные ей Альфонсо IV, но Педро дал уклончивый ответ.
После церемонии в Сарагосе Педро отправился на коронацию в Валенсию, сделав остановку в Лериде, чтобы подтвердить законы Каталонии и принять присягу своих каталонских подданных. Это вызвало крайнее возмущение Барселоны, в которой обычно проходила эта церемония. Граждане Барселоны пожаловались королю, который ответил, что Лерида лежала на его пути в Валенсию. В Валенсии Педро IV лишил Элеонору Кастильскую всех её владений, но так как он не имел достаточно влияния, чтобы поддерживать власть в Кастилии, в 1338 году при посредничестве папы Римского он отменил этот указ и помирился с Элеонорой.
В 1338 году он женился на Марии, дочери короля Наварры Филиппа III и Жанны Французской.
В мае 1339 года Педро заключил союз с королём Кастилии Альфонсо XI против Марокко, но арагонский флот не оказал существенного влияния на исход сражения на Рио-Саладо.

## Война с Мальоркой
Королём Мальорки, находившейся в вассальной зависимости от Арагона, был Хайме III, муж сестры Педро Констанции. Хотя Хайме как вассал обязан был пойти церемонию признания Педро своим сеньором, он дважды её откладывал, а в 1339 году церемония всё-таки прошла, но на его условиях. Мальорка в этот период динамично развивалась как торговый город и получала различные торговые привилегии в Западном Средиземноморье, что угрожало положению Барселоны. Окончательно вызвали гнев Педро IV начало чеканки золотой монеты на Мальорке, признание Мальорки Францией как равной, и, наконец, союз Хайме III с маринидским правителем Абу ль-Хасаном, с которым Арагон находился в состоянии войны. В состав королевства Мальорка входила также сеньория Монпелье, которая была предметом территориального спора с Францией. В 1341 году Хайме обратился к своему сюзерену Педро IV за защитой от угрозы французского вторжения. Педро оказался в сложной ситуации, так как он не хотел портить отношения с Францией и поддерживать Хайме. Тогда он вызвал Хайме на кортесы в Барселону, предполагая, что тот не явится. Когда, действительно, ни Хайме, ни его представители не приехали в Барселону, Педро объявил, что он свободен от обязательства защиты своего вассала.
Затем Педро IV начал уголовное преследование Хайме на том основании, что хождение золотой монеты, отчеканенной на Мальорке, в графствах Сердань и Руссильон подрывает королевскую монополию на выпуск денег. С учётом правоприменительной практики того времени это действие было достаточно спорным, и после вмешательства папы Климента VI Педро согласился заслушать Хайме в Барселоне в присутствии папских послов, но распространил слухи, что Хайме хочет захватить его в плен. В свою очередь, Хайме, боясь, что Педро вторгнется на Мальорку, вернулся из Барселоны на остров и начал готовиться к защите. В феврале 1343 года Педро объявил, что Хайме III нарушил свои вассальные обязательства, и формально аннексировал королевство Мальорка.
Затем Педро начал войну против Мальорки. В мае арагонский флот, до того блокировавший Альхесирас, был направлен на Мальорку, и в сражении при Санта-Понсе разбил армию Хайме. Балеарские острова сдались Педро, и последний подтвердил их привилегии, которыми острова пользовались при Хайме III. Хотя Хайме обратился к папе Клименту за посредничеством, Педро вернулся в Барселону и начал готовиться к наступлению на континентальные владения Хайме, Руссильон и Сердань. В 1344 году последние были завоёваны, а Хайме сдался на условиях обеспечения личной безопасности. В марте 1344 года Педро IV объявил, что Мальорка отныне присоединена к его владениям, и короновался как король Мальорки. Впоследствии Хайме продал Монпелье Франции, на вырученные деньги снарядил армию и попытался высадиться с ней на Мальорке, но потерпел поражение и погиб.

## Внешняя политика

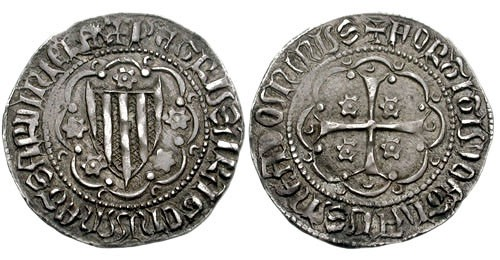
Сардинский дукат периода правления Педро IV. Слева — герб Короны Арагона.

По заключённым ранее соглашениям, Педро вынужден был помочь королю Кастилии Альфонсо XI в его войне с Северной Африкой. В 1344 году арагонский флот участвовал в успешной осаде города Альхесирас, а в 1349 — в неудачном нападении на Гибралтар. Затем в 1356 году он начал многолетнюю войну против Кастилии, в которой в то время правил уже Педро I. В течение войны Кастилия несколько раз вторгалась на территорию Арагона, и лишь к 1365 году Педро IV удалось исправить положение, и арагонские войска захватили Молину. Затем в Кастилии началась гражданская война, в результате которой Педро I был в 1369 году убит своим братом, который и стал королём под именем Энрике II. К 1375 году война закончилась без изменения довоенных границ.
В начале 1350-х годов Педро, который также носил титул короля Сардинии и Корсики, участвовал в войне с Генуей за обладание Сардинией. В 1354 году он лично возглавил армию, которая отправилась на Сардинию и одержала там несколько военных побед над генуэзцами. В 1377 году он завоевал Сицилию, но передал её своему сыну, будущему королю Мартину I.

## Внутренняя политика
В 1340-х годах Педро был вынужден вести длительную борьбу против арагонских баронов. Так, к 1347 году он имел лишь дочь Констанцию, и поэтому наследовать трон должен был его брат инфант Хайме, с которым у Педро сложились напряжённые отношения. В 1347 году Педро объявил Констанцию наследницей арагонского трона и потребовал, чтобы его вассалы принесли ей присягу. Хайме и многие вассалы отказались это сделать и образовали коалицию (Арагонская уния) против Педро. Коалиция оказалась сильнее собственных сил Педро, и последний обязался созывать ежегодно кортесы в Сарагосе, которые будут утверждать членов государственного совета. После этого инфант Хайме внезапно умер, и в Арагоне началась гражданская война, при этом партию, враждебную Педро, поддерживала Кастилия. Некоторое время Педро IV, бывший королём Валенсии, был фактически вынужден жить в Валенсии на положении пленника. Затем ему удалось бежать, и в 1348 году противоположная ему партия потерпела сокрушительное поражение, а многие её члены были казнены. В октябре 1348 года в Сарагосе кортесы приняли закон, запрещавший образование коалиций, направленных против короля.
Вопрос о престолонаследии разрешился после рождения у короля в 1350 году сына Хуана, будущего Хуана I Арагонского.
В 1358 году на кортесах, которые проходили в Барселоне, Вильяфранке-дель-Пенедес и Сервере, король дал присягу о том, что будет соблюдать законы королевства и не будет никого подвергать казни или изгнанию без решения суда. Было введено правительство (Женералитат), первым президентом которого стал Беренгер де Круиль.

## Педро IV в искусстве
- Педро IV является одним из персонажей исторического романа Ильдефонсо Фальконеса «Собор Святой Марии». В поставленном по мотивам романа телесериале «Собор у моря» (2018) роль короля исполнил Тачо Гонсалес.